# Druckerei J. J. Augustin
Die Druckerei J. J. Augustin ist eine seit 1632 bestehende Setzerei und Druckerei mit Verlagsabteilung in Glückstadt, die in der Zeit der Hand-Bleisatztechnik bedeutend für wissenschaftliche Druckerzeugnisse, besonders für asiatische Schriften, war. Seit 2014 gibt es in Glückstadt die Initiative zur Gründung eines Museums in den historischen Räumen des Betriebes. Im Rahmen des Museums soll der Satz und Druck mit Bleilettern auf den alten Originalmaschinen vorgeführt werden.

## Geschichte
Bereits seit 1632 existierte die Buchdruckerei von Andreas Koch in Glückstadt, die vom dänischen König Christian IV. genehmigt wurde und vor allem den Bedarf der Regierung für die königlichen Anteile der Herzogtümer Schleswig und Holstein deckte. 1775 übernahm die Familie Jakob Johann Augustin den Betrieb unter dem bis heute existierenden Namen und stellte die damals vom König beamteten Buchdrucker. In jener Zeit erschienen bei Augustin beispielsweise das Amtsblatt Schleswig-Holsteinische Anzeigen und die Zeitung Glückstädter Fortuna. Die Besoldung des Druckers betrug bis 1864, als der dänische König nach dem Deutsch-Dänischen Krieg auf Schleswig-Holstein verzichten musste, 40 Reichstaler.

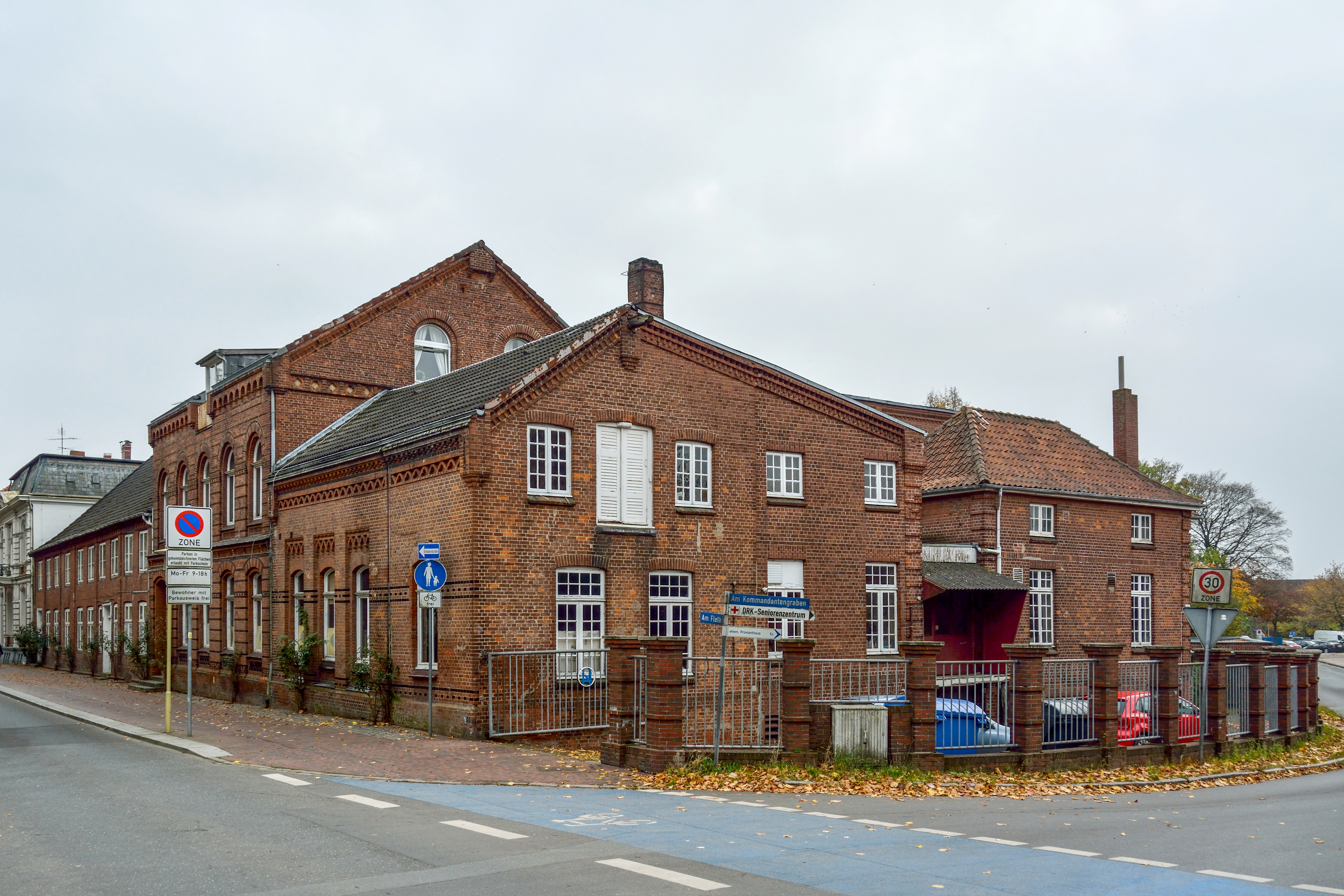
Gebäudeensemble der Druckerei aus den 1880er Jahren in Glückstadt

In den Jahren danach expandierte der Betrieb und erlangte in der ersten Hälfte des 20. Jahrhunderts eine internationale Bedeutung, weil nun aufgrund einer Zusammenarbeit des damaligen Firmenchefs Heinrich Wilhelm Augustin mit dem Hamburgischen Kolonialinstitut, einem Vorläufer der Universität, ab 1912 Lettern für asiatische Schriften und ägyptische Hieroglyphen angeschafft wurden und die Setzer eine entsprechende Ausbildung erhielten. Dadurch erreichte die Druckerei eine Stellung in Deutschland wie sonst nur noch die Reichsdruckerei und die Offizin Drugulin. Um die Satzarbeit zu beschleunigen, wurden die übereinander gestapelten Kästen der etwa 12.000 in der Setzerei vorhandenen chinesischen Schriftzeichen rationell in Kreisform angeordnet, so dass die Setzer auf der Suche nach einem bestimmten Zeichen nicht mehr an meterlangen Regalen entlanglaufen mussten. Diese Anordnung der Setzkästen wurde als sogenannter Chinesischer Zirkel oder Zirkus bezeichnet. So konnte der Betrieb über Jahrzehnte Aufträge ausführen, die andere Druckereien nicht bewältigen konnten.
Mit den Jahren kamen auch Aufträge aus dem Ausland hinzu; so setzte der Betrieb 1938 für das englische Königshaus einen Bildband über die Krönung des indischen Vizekönigs in indischer Schrift. In der Zeit des Nationalsozialismus nahm Heinrich Wilhelm Augustin als damaliger Besitzer der Druckerei Jimmy Ernst, den Sohn der jüdischen Kunsthistorikerin Louise Straus und des surrealistischen Künstlers Max Ernst, als Lehrling auf, der von 1935 bis 1938 im Betrieb arbeitete, bis Augustin ihm ein Visum für die USA verschaffte. Anfang 1936 ging Johannes Jakob Augustin, der Sohn des Inhabers, nach New York, um die Verlagsabteilung des Unternehmens auszubauen. Die neu gegründete amerikanische Firma sollte unabhängig vom Stammbetrieb Fachbücher in englischer Sprache verlegen. Die Druckaufträge gingen aber weiterhin nach Glückstadt. Franz Boas ließ 1935 seine Kwakiutl Tales in Glückstadt drucken. Zu den in New York verlegten Büchern zählte der Bildband Egypt mit Fotografien von George Hoyningen-Huene und Text von Georg Steindorff. Zahlreiche wissenschaftliche Zeitschriften wurden in Glückstadt gedruckt, darunter die Zeitschrift der Deutschen Morgenländischen Gesellschaft (bis 1992).
Mit dem Aufkommen des Fotosatzes und später des Desktop-Publishing seit den 1970er Jahren verlor die alte Druckerei, die 1977 in eine GmbH umgewandelt wurde, ihre einstige Bedeutung und wurde nach Einrichtung einer Auffanggesellschaft zwischen 1978 und 1982 modernisiert. Seit 2014 existiert der Trägerverein „Zeichen der Welt“, der die noch weitgehend original erhaltene Druckerei im historischen Gebäude in ein Museum verwandeln will.

### Inhaber
- Jacob Johann Augustin (1775–1806)

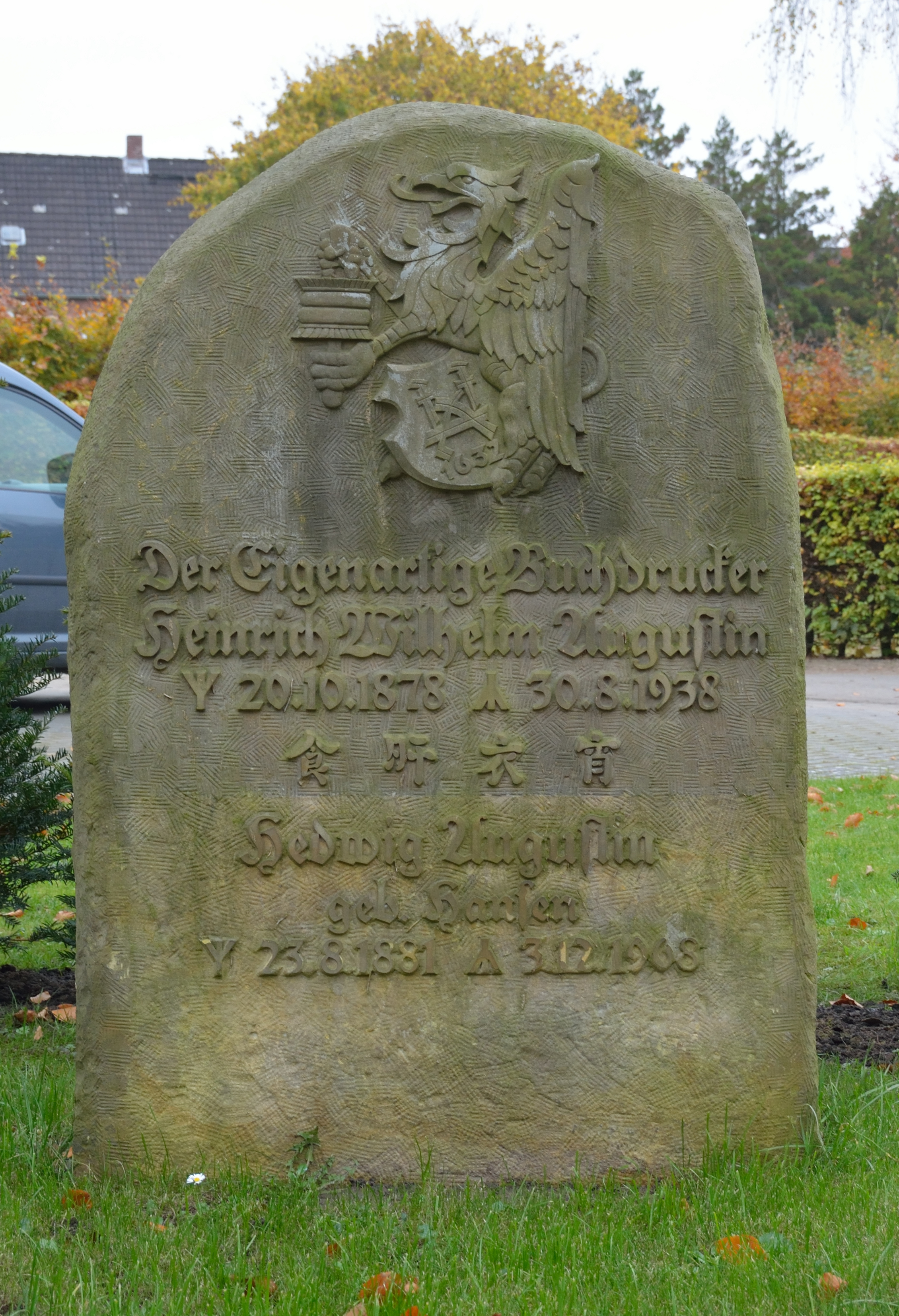
Grabmal für Heinrich Wilhelm Augustin (1878–1938).
Die chinesische Inschrift 宵衣旰食bedeutet im Deutschen Arbeite hart und aufopferungsvoll

- Johann Wilhelm Augustin (1806–1852)
- Wilhelm Augustin (1852–1874)
- Jacob Johann Augustin (1874–1905)
- Heinrich Wilhelm Augustin (1905–1938)
- Hedwig Augustin (1938–1952)
- KG mit Hedwig Augustin, Sohn Hans Augustin und Tochter Marianne von Nostitz als Gesellschafter (1953–1958)
- Marianne von Nostitz (1958–1964)
- Hans-Joachim Heinrich Augustin-von Nostitz (1964–1977)
- GmbH (Auffanggesellschaft) (1977–1982)
- Walter und Helga Prueß (1982–2012)
- Cornelia Reimers (Tochter von Walter und Helga Prueß) und Michael Reimers (seit 2012)[14]

## Schrifttypen
Zu den von der Druckerei gesetzten Schrifttypen gehörten 1937 folgende Sprachen: Arabisch, Armenisch, Äthiopisch-Amharisch, Bengalisch, Birmanisch, Chinesisch, Georgisch, Griechisch, Hebräisch, Hettitisch, Hieroglyphen, Japanisch, Javanisch, Keilschrift, Koptisch, Libysch, Malaiisch, Mandschu-Mongolisch, Meroitisch (Kaschitisch), Pahlavik, Parsik, Papyrus-Griechisch, Pahlavi, Persisch, Runen, Russisch, Sanskrit, Sabäisch, Syrisch, Tamulisch, Tartarisch, Tibetisch und Türkisch.

## Ehrungen
- Auf der Weltausstellung für Buchgewerbe und Graphik in Leipzig 1914 bekam die Firma J. J. Augustin den silbernen Preis.

## Trivia
Die Inschrift auf dem Grabstein von Heinrich Wilhelm Augustin: Der Eigenartige Buchdrucker erklärt sich wie folgt:
In den Jahren 1926 und 1935–1937 überreichte Augustin den Teilnehmern des Deutschen Orientalistentages jeweils einen Kalender für das folgende Jahr. Darin waren Sprichwörter und Rätsel in verschiedenen Sprachen gedruckt. Als Widmung vorne stand: „Ein eigenartiger Kalender für eigenartige Leute von einem eigenartigen Buchdrucker“.

## Publikationen (Auswahl)
- Hans Jensen: Die Schrift in Vergangenheit und Gegenwart. J. J. Augustin, Glückstadt um 1930, OCLC 432346849.
- Heinrich Wilhelm Augustin, Wanda Oesau: 300 Jahre Buchdrucker in Glückstadt. J. J. Augustin, Glückstadt 1932, OCLC 52164719.
- Christoph Weber, Heinrich Wilhelm Augustin, Andreas Koch, Schleswig-holsteinischen Universitäts-Gesellschaft, Universitätsbibliothek Kiel: Andreas Koch: Glückstadts erster Drucker. 1632–1656. Zur 300 Jahrfeier d. ehemals Königl. Priv. Druckerei dem jetzigen Inhaber Heinrich Wilhelm Augustin überr. von der Univers. Bibl. Kiel u. d. Schlesw.-Holst. Universitäts-Gesellschaft. Hirt, Breslau 1932, OCLC 256860164.
- Heinrich Wilhelm Augustin: Schriftproben. Orientalischer Typen wie auch Phonetische Akzente. J. J. Augustin, 1933, OCLC 652250798.
- Heinrich Wilhelm Augustin, Wanda Oesau: Die Glückstädter Buchdruckerei J. J. Augustin unter Heinrich Wilhelm Augustin. Augustin, Glückstadt 28. Dezember 1950, OCLC 256673768 (Herausgegeben am 28. Dezember 1950 am Tage des 175-jährigen Buchdrucker-Jubiläums der Familie J. J. Augustin [Heinrich Wilhelm Augustin zum Gedächtnis]).
- J. J. Augustin (Hrsg.): Ein eigenartiger Kalender für eigenartige Leute von einer eigenartigen Buchdruckerei: des eingenartigen Kalenders … Fortsetzung ; für das Jahr … Druckerei J. J. Augustin, Glückstadt 1926, OCLC 907771176.
- W. Kayser: Augustin, J. J., in: Lexikon des gesamten Buchwesens. 2. Auflage ISBN 3-7772-8721-0, Band 1 (1987), S. 176.